# Караколь (Кзилкогинський район)
Карако́ль (каз. Қаракөл) — село у складі Кзилкогинського району Атирауської області Казахстану. Адміністративний центр Жамбильського сільського округу.
Населення — 1454 особи (2021; 1547 у 2009, 1670 у 1999, 2002 у 1989).